# 近江鉄道線管理機構
一般社団法人近江鉄道線管理機構（おうみてつどうせんかんりきこう）は、近江鉄道線（近江鉄道本線・多賀線・八日市線）の鉄道施設および車両を管理し、近江鉄道へ無償で貸し付けることを事業内容とする法人。2024年（令和6年）4月1日より、近江鉄道線の第三種鉄道事業者となった。

## 概要
1994年度以降赤字が続いている近江鉄道線の存続に向けて、近江鉄道と滋賀県・沿線5市5町が協議を重ねた結果、運行は近江鉄道が引き続き担い、施設の維持管理は自治体が受け持つ上下分離方式への移行が決まった。関係する基礎自治体が10市町にまたがることから、共同分担による鉄道施設管理団体として設立されたのが当法人である。
なお一般社団法人が鉄道事業者となるのは養老線管理機構、佐賀・長崎鉄道管理センター、南阿蘇鉄道管理機構に続いて4例目となる。

## 沿革

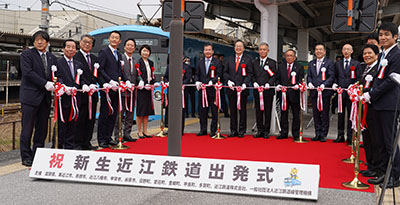
新生 近江鉄道出発式典（2024年4月6日）

- 2022年（令和4年）12月27日 - 設立総会が開かれる[3]。
- 2023年（令和5年）
  - 1月17日 - 設立
  - 4月 - 業務を開始[1][4]。彦根車庫に隣接する建物に事務所が置かれる。
- 2024年（令和6年）4月1日- 近江鉄道線を上下分離方式に移行し、当団体が鉄道資産を保有する形となる[5]。